# حرس الملوك: فاينل فانتسي 15 (فلم)
حرس الملوك: فاينل فانتسي ١٥ (بالإنجليزية: Kingsglaive: Final Fantasy XV) هو فيلم رسوم متحركة إلكتروني خيال علمي ياباني تم إنتاجه في سنة 2016 وهو من إخراج تاكيشي نوزوي وبطولة غو أيانو وكاتسوما شينوزي وتسوتومو إيسوبي وآرون بول ولينا هيدي وشون بين. قصة الفيلم مبنية على لعبة فاينل فانتازي 15 التي تم إنتاجها في سنة 2016. تم إنتاج دبلجة يابانية ودبلجة أخرى إنجليزية لهذا الفيلم.

## القصة
تدور أحداث الفيلم حول الملك (ريجيس)، الذي يشرف على أرض (لوسيس) آمرًا جيشه من الجنود بأن يصونوا المملكة ضد مخطط إمبراطورية (نيفلهايم) لسرقة الكريستال المقدس الذي يمنح لوسيس سحرها وقوتها.

## البطولة
- أرون بول في الإنجليزية / غو أيانو في اليابانية بدور نيكس أولريك
- لينا هيدي في الإنجليزية / كاتسوما شينوري في اليابانية بدور لونافريا فلور
- شاين بين في الإنجليزية / تسوتومو إيسوبي في اليابانية بدور ريجيس لوكاس
- ديفيد غانت في الإنجليزية / شوزو إيزوكا في اليابانية بدور ليدولاس ألدركابت
- دارين دي بول في الإنجليزية / كيجي فوجيوارا في اليابانية بدور أردين إيزونيا
- تريفور ديفال في الإنجليزية / يويتشي ناكامورا في اليابانية بدور رافوس فلور
- أدريان بوش في الإنجليزية / كويتشي ياماديرا في اليابانية بدور تيتوس دراوتوس
- تود هابركورن في الإنجليزية / توموكازو سيكي في اليابانية بدور لوك لازاروس
- أليكسا كان في الإنجليزية / أيومي فجيمرا في اليابانية بدور كرو ألتيوس
- جون ديميتا في الإنجليزية / بانجو غينغا في اليابانية بدور كلاروس أميسيتا
- بنجامين ديسكين في الإنجليزية / واتارو تاكاغي في اليابانية بدور بيلنا كارا
- ماكس ميتلمان في الإنجليزية / فومينوري كوماتسو في اليابانية بدور تريد فوريا

## التقييم
حصل الفيلم على تقييم 13% في موقع الطماطم الفاسدة بناءً على 16 مراجعة، وعلى موقع ميتاكريتيك حصل على درجة 35 من 100، وذكر النقاد أن الفيلم كان معقد ولم يكن واضح المعالم بشكل كافي.

## وصلات خارجية
- حرس الملوك: فاينل فانتسي 15 على موقع IMDb (الإنجليزية)
- حرس الملوك: فاينل فانتسي 15 على موقع ميتاكريتيك (الإنجليزية)
- حرس الملوك: فاينل فانتسي 15 على موقع روتن توميتوز (الإنجليزية)
- حرس الملوك: فاينل فانتسي 15 على موقع قاعدة بيانات الأفلام العربية
- حرس الملوك: فاينل فانتسي 15 على موقع ألو سيني (الفرنسية)
- حرس الملوك: فاينل فانتسي 15 على موقع أول موفي (الإنجليزية)
- حرس الملوك: فاينل فانتسي 15 على موقع بوكس أوفيس موجو (الإنجليزية)
- حرس الملوك: فاينل فانتسي 15 على موقع فيلمافينيتي (الإسبانية)
- حرس الملوك: فاينل فانتسي 15 على موقع قاعدة بيانات الفيلم (الإنجليزية)
- حرس الملوك: فاينل فانتسي 15 على موقع ليتربوكسد (الإنجليزية)

- الموقع الرسمي
- كينغسلايف: فاينال فانتازي 15 على قاعدة بيانات الأفلام على الإنترنت